# جيمس كاسل
جيمس كاسل هو محامي وسياسي أمريكي، ولد في 23 مايو 1836 في Shefford County, Quebec ‏ في كندا، وتوفي في 2 يناير 1903 في ستيلووتر في الولايات المتحدة. نشط حزبياً في الحزب الديمقراطي. وقد انتخب عضو مجلس ولاية مينيسوتا ‏ وانتخب عضو مجلس النواب الأمريكي ‏.